# Letting Off the Happiness
Letting Off the Happiness är det andra studioalbumet till den amerikanska indierock-gruppen Bright Eyes. Mike Mogis, som nu är fast medlem i bandet pruducerade albumet för Saddle Creek Records. Gästmusiker på albumet är medlemmar i Neutral Milk Hotel, Tilly and the Wall och Of Montreal. Albumet utgavs 2 november 1998.

## Låtlista
1. "If Winter Ends" – 3:25
2. "Padriac My Prince" – 3:48
3. "Contrast and Compare" – 3:57
4. "The City Has Sex" – 2:11
5. "The Difference in the Shades" – 4:23
6. "Touch" – 3:42
7. "June on the West Coast" – 3:34
8. "Pull My Hair" – 4:10
9. "A Poetic Retelling of an Unfortunate Seduction" – 4:24
10. "Tereza and Tomas" – 25:46

(Alla låtar skrivna av Conor Oberst)

## Medverkande
- Conor Oberst – sång, gitarr, trummor, keyboard, piano
- Mike Mogis – ljudeffekter, pedal steel guitar, melodica, orgel, akustisk gitarr, keyboard, piano, percussion
- Matt Maginn – basgitarr
- Matt Focht – trummor, percussion
- Matt Oberst – gitarr
- Neely Jenkins – sång
- Andy LeMaster – sång, percussion, basgitarr, sologitarr
- Jeremy Barnes – trummor, percussion, keyboard, dragspel
- Kevin Barnes – keyboard, bakgrundssång
- Ted Stevens – trummor
- Aaron Druery – basgitarr
- Robb Nansel – cymbaler